# Golfe de Squillace
Le golfe de Squillace (italien : Golfo di Squillace) est un golfe situé dans l'est de la Calabre, en Italie. Il porte le nom de Squillace, commune italienne qu'il borde au nord-ouest.
Il délimite la partie ouest de l'Isthme de Catanzaro, l'isthme le plus étroit de la péninsule italienne.